# Momento (física)
Em física, o momento (ou simplesmente momento físico, embora existam outras grandezas com esse nome, tais como o momento de inércia ou o momento linear) é uma grandeza que representa a magnitude da força aplicada a um sistema rotacional a uma determinada distância de um eixo de rotação. O conceito do braço de momento, esta distância característica, é a chave para a operação da alavanca, roldana, engrenagens, e muitas outras máquinas simples, capazes de gerar ganho mecânico. A unidade SI para o momento é newton vezes metro (Nm).

## Origem do termo
A palavra momentum, vocábulo latino análogo à palavra momento, significa, segundo o Dicionário Escolar Latino-Português, I - em sentido próprio - impulso, movimento, mudança, variação (sentido abstrato) (Cícero De Natura Deorum 2, 117), em sentido concreto, peso (que determina o movimento e a inclinação da balança) e peso (Cícero Academica 2, 124); II - em sentido moral - causa que determina decisão num sentido, influência, motivo, parcela, pequena quantidade, pequena divisão e, especialmente: pequena divisão do tempo, momento, minuto e instante, e III - em sentido figurado - peso, importância (das pessoas ou das coisas), influência, motivo e consequência.

## Visão geral
Em geral, o (primeiro) momento M de um vetor espacial B é
{\displaystyle \mathbf {M_{A}} =\mathbf {r} \times \mathbf {B} \,}
onde 
r é a posição onde a grandeza B é aplicada.
× representa o produto vetorial entre os vetores.
Se r é um vetor relativo ao ponto A, então o momento é o "momento M com respeito ao eixo que atravessa o ponto A", ou simplesmente "momento M em relação a A". Se A for a origem, então diz-se simplesmente momento.

## Teorema dos eixos paralelos
Uma vez que o momento é dependente de um eixo dado, a expressão de momento possui um y comum,
{\displaystyle \mathbf {M_{B}} =\mathbf {R} \times \mathbf {B} +\sum _{i=0}{\mathbf {r_{i}} \times \mathbf {b_{i}} }\,}
onde
{\displaystyle \mathbf {B} =\sum _{i=0}{\mathbf {b_{i}} }\,}
ou alternativamente,
{\displaystyle \mathbf {M_{B}} =\mathbf {R} \times \mathbf {B} +\mathbf {M_{A}} \,}

## Grandezas relacionadas
Algumas notáveis grandezas físicas advém da aplicação dos momentos:
- Momento angular ({\displaystyle L=I\omega \,\!} ), o análogo rotacional de momento linear.
- Momento de inércia ({\displaystyle I=\sum mr^{2}}), o qual é um análogo para a massa em discussões de movimento rotacional.
- Torque ({\displaystyle \mathbf {\tau } =\mathbf {r} \times \mathbf {F} }), o análogo rotacional de força.
- Momento magnético ({\displaystyle \mathbf {\mu } =I\mathbf {A} }), um momento dipolo de medição de intensidade e direção de uma fonte magnética.

## História
O princípio dos momentos é derivado da descoberta de Arquimedes dos princípios operacionais das alavancas. Na alavanca aplica-se uma força, em seu tempo frequentemente por músculos humanos, por um braço, um feixe de algum tipo. Arquimedes notou que a quantidade de força aplicada ao objeto, o momento de força, é definido como  {\displaystyle M=F\cdot r\,\!} , onde F é a força aplicada, e r é a distância da força aplicada ao objeto.